# Anisographe euryscopa
Anisographe euryscopa là một loài bướm đêm trong họ Geometridae.